# 茨木春日丘教會
34°49′7″N 135°32′13″E / 34.81861°N 135.53694°E

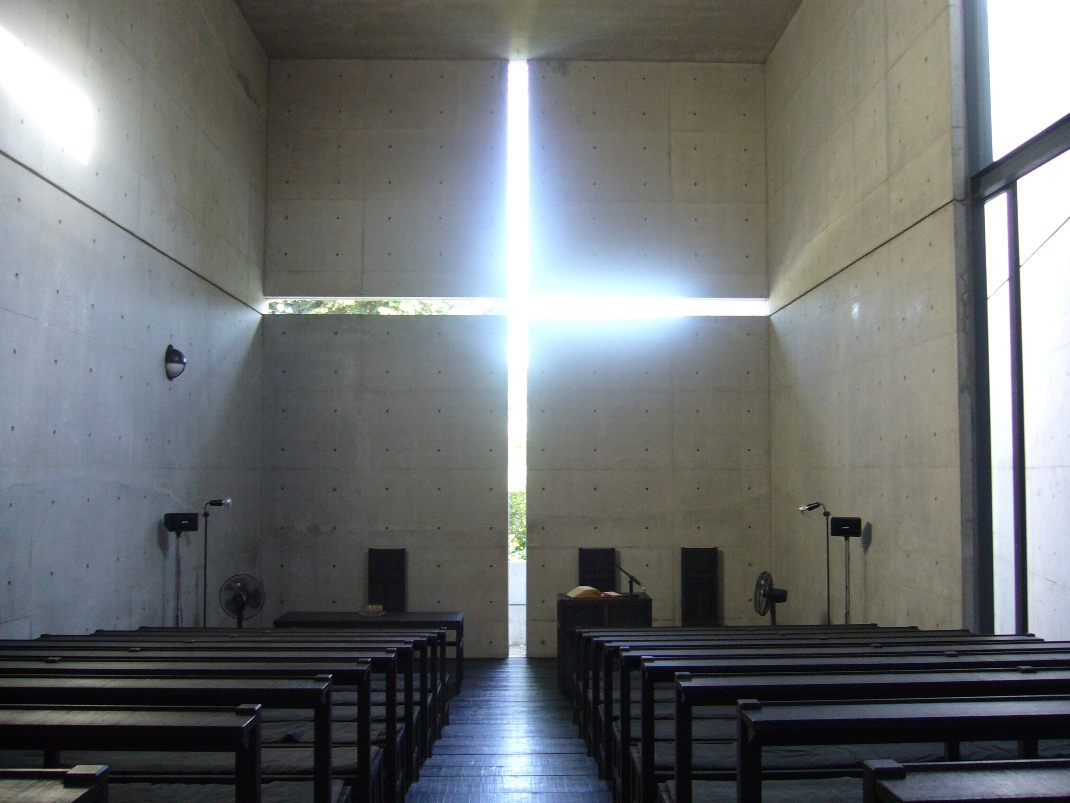
光之教會，大阪府，1989年

茨木春日丘教會，位於日本大阪府茨木市北春日丘，屬於新教系基督教教會。是於1972年從同屬於日本基督教團的茨木教會（茨木市春日3丁目），以分離獨立的形式設置的。現在禮拜堂（教堂）的別名是光之教會（光の教会）。一般多以這個名字稱之。禮拜堂竣工於1989年，併設的教會門廳（暱稱「星期天學校」）於1999年。設計者是1995年獲得普立茲克獎的安藤忠雄。

## 作為安藤建築的軌跡、特徵
它位於茨木市閑靜的住宅街之中。1972年該教堂設立之初，是以木造灰泥塗漆的一般住宅風樸素教堂，現在則成為建造教會門廳（暱稱「星期天學校」）的地方。被稱為「新會堂」的現禮拜堂（光之教會）在竣工後，也以「教會學校」的用途保存下來。
這棟建築物是安藤忠雄建築中常見的清水混凝土。整面成為該教堂特徵的十字架造型隙窗，設置於禮拜堂祭壇後面的整個壁面上，室內除了這個「光之十字架」以外，就沒有別的十字架了。樸素的堂內與天主教相異的新教教會堂建築 (在面向馬路的外牆，可以見到與「風之教會」相仿的RC框架十字架) 。地板和椅子為木造，挪用了工事用的腳踏板。木頭雖然塗上暗色以強調「光」的作用，然而為了冬季防寒，而鋪上明亮顏色的電熱保暖座墊，使室內的印象為之一變。通常，教會建築的祭壇多半在最高的地方，然而該教會的禮拜堂卻像音樂廳和大學教室一般，將信徒的坐席排成階梯狀，而祭壇在最下面。整個壁面的隙窗在構造和施工方面有很多困難。以15度斜角貫入室內的牆，從安藤忠雄同時期設計的兵庫縣立兒童館和姬路文學館，可以看出相似的特徵。再者，當初雖因資金問題，那時亦有以後再蓋屋頂的藍天教會方案，但由於相關人士和施工公司的捐款，因而得以在竣工之際安上屋頂。將光之十字架的位置從背面的牆壁移至天花板，類似的作法亦承繼於2000年開業的淡路夢舞台，「淡路威斯汀飯店」內的「海之教會」。
受到1995年發生的阪神大地震影響，因木造的舊教堂南側稍微傾斜，難以保存而進行改建。於是1999年仍採用安藤忠雄的設計，完成了今日的教會門廳（暱稱「星期天學校」）。儘管這裡的床與椅子也是木造的，然而木材明亮的底色鮮明地保留下來，與禮拜堂的印象完全不同。這裡的廁所與廚房一併設置，二樓也有。信徒席亦在同一層樓。設計時以能與光之教堂成為一體為考量，開設了以兒童為主要對象的「教會學校」。這棟建築的一樓還保存、展示了1988年安藤忠雄建築研究所製作的光之教堂建築模型。
2005年在後面的牆邊設置了德國BOSCH公司製的風琴。（先前設置的風琴（辻風琴製）是小型移動式，能夠一覽後面的混凝土壁面。）

## 建築概要
- 設計 - 安藤忠雄建築研究所
- 竣工 - 禮拜堂－1989年 星期天學校－1999年
- 結構 - RC壁式結構
- 施工 - 禮拜堂－龍巳建設 星期天學校－錢高組

## 相關連結
- 茨木春日丘教會官方網站 （页面存档备份，存于）
- 安藤忠雄光之教会图集 （页面存档备份，存于）